# Allemand du Texas
L'allemand du Texas (en allemand, Texasdeutsch, en anglais, Texas German) est un dialecte dérivé de l'allemand et parlé par des Germano-Américains dans la région de Texas Hill Country, aux États-Unis. Bien qu'on ne dispose pas d'une estimation exacte, on estime que les locuteurs de ce dialecte sont aujourd'hui environ 3 000.

## Histoire
Des immigrants allemands furent les fondateurs des villes de Fredericksburg, Boerne, Schulenburg, Weimar, New Braunfels, Walburg et Comfort, dans la région de Texas Hill Country, au centre du Texas.
Une fois installés aux États-Unis, la plupart des immigrants allemands continuèrent à parler leur langue maternelle. Ils furent cependant forcés à apprendre l'anglais lorsque le département chargé de l'éducation du Texas décida en faveur d'une instruction uniquement en anglais, pendant la Première Guerre mondiale. En raison de la croissance de ces communautés germano-américaines et des biais culturels suivant la Première et Seconde Guerre mondiale, la plupart des locuteurs de l'allemand du Texas passèrent à l'anglais, et ils furent peu à transmettre le langage à leurs descendants.
Aujourd'hui le dialecte est en voie de disparition, n'étant presque plus parlé que par des germano-texans âgés. Plusieurs scientifiques s'y sont intéressés : le Dr Hans Boas de l'Université du Texas à Austin enregistre et étudie le dialecte,. Il se base en cela sur des recherches plus anciennes menées par le Dr Glenn Gilbert, de l'Université du Sud de l'Illinois, dans les années 1960.

## Nombre et répartition des locuteurs

Carte du Texas où ressort le comté de Gillespie

En 2008, 1 035 personnes déclarent parler l'allemand à leur domicile à Fredericksburg, la ville avec la communauté la plus importante de germanophones, où ils constituent 12,48 % de la population.
Ils sont 840 à New Braunfels, 150 à Schulenburg, 85 à Stonewall, 70 à Boerne, 65 à Harper, 45 à Comfort et 19 à Weimar. Toutes ces villes mis à part Weimar sont situées dans la région de Texas Hill Country. Le comté de Gillespie compte 2 270 germanophones, soit 11,51 % de la population. 61 316 germanophones résident dans l'État du Texas, mais la plupart de ceux-ci ne parlent pas l'allemand du Texas.

## Comparaisons avec l'allemand et l'anglais
L'allemand du Texas est compréhensible par qui que ce soit qui comprenne l'allemand continental. Le dialecte a été adapté aux unités de mesure ainsi qu'aux terminologies légales des États-Unis. Des mots allemands furent également inventés pour désigner des appareils qui n'existaient pas dans l'Allemagne du XIXe siècle. Dans certains cas ces mots existent aussi dans l'allemand continental, mais avec un sens différent. Le mot luftschiff signifie par exemple dirigeable en allemand, et avion en allemand du Texas.
Ci-dessous sont recensés quelques exemples de différences :
| Allemand du Texas | Traduction littérale | Équivalent en allemand continental | Anglais     | Français    |
| ----------------- | -------------------- | ---------------------------------- | ----------- | ----------- |
| Stinkkatze        | Chat puant           | Stinktier                          | Skunk       | Putois      |
| Luftschiff        | Navire des airs      | Flugzeug                           | Airplane    | Avion       |
| County            | Comté                | Kreis                              | County      | Comté       |
| Blanket           | Couverture           | Decke                              | Blanket     | Couverture  |
| All               | Vide, parti          | Leer, alle                         | Empty, gone | Vide, parti |